# Israelische Entwicklungsstadt
Entwicklungsstadt (hebräisch עיירת פיתוח, Ayarat Pituach) ist in Israel ein Begriff für Städte, die in den ersten Jahren nach der israelischen Staatsgründung im Jahr 1948 gezielt aufgebaut und gefördert wurden. Sie waren vor allem für einwandernde Juden aus arabischen und islamischen Ländern vorgesehen und sollten die Bevölkerung gleichmäßiger über den neuen Staat verteilen. Teilweise wurden diese Städte an der Stelle ehemaliger palästinensischer Siedlungen gegründet, teilweise handelte es sich um Neugründungen.
Insgesamt erhielten 32 Städte den Status einer Entwicklungsstadt mit speziellen Förderprogrammen. Das Hauptproblem vieler dieser Siedlungen war, dass ihnen wesentliche Grundlagen einer städtischen Siedlung fehlten. Wesentliche Defizite bestanden vor allem
- im sozialen Bereich (es gab keine gewachsene Bevölkerungsstruktur),
- in Bezug auf die Infrastruktur und
- bei der wirtschaftlichen Basis der Orte (es fehlten insbesondere Arbeitsplätze).

Viele dieser Städte stagnierten und wurden nie – wie geplant – zu größeren Zentren.
1984 wurde der Verband der Entwicklungsstädte (zusammen mit Nachal) mit dem Israel-Preis „für einen besonderen Beitrag an Gesellschaft und Staat“ ausgezeichnet.

## Israelische Entwicklungsstädte (Auswahl)
- Afula
- Akko (neue Stadtteile)
- Arad
- Aschdod
- Aschkelon
- Beʾer Scheva
- Bet Scheʾan
- Bet Schemesch
- Dimona
- Eilat
- Nof HaGalil
- Javne
- Jerocham
- Jokne’am
- Karmi’el
- Kirjat Schmona
- Kirjat Tiw’on
- Kirjat Mal’achi
- Maʿalot
- Migdal haEmek
- Mitzpe Ramon
- Netiwot
- Ofakim
- Safed
- Sderot
- Schelomi
- Tiberias